# Zitzània
|  | Aquest article tracta sobre la planta. Si cerqueu el grup de música, vegeu «Zitzània (grup)». |

La zitzània o jull (Lolium temulentum) és una planta amb flor de la família de les poàcies.

## Particularitats
Normalment aquesta planta creix en els mateixos camps que el blat i es considera una mala herba.
La zitzània es menciona a la Bíblia a l'evangeli de Sant Mateu, Cap. 13:30, Paràbola del blat i la zitzània. També fou mencionada per Horaci a la seva Sàtira 2.6.
Figurativament "sembrar zitzània" és equivalent a sembrar discòrdia amb males intencions. En aquest sentit apareix al còmic d'Astèrix La zitzània.

## Nom vulgar o comú
El jull també és el nom vulgar de l'espècie gramínia Elymus farctus. Per diferenciar-les és més escaient fer ús dels altres noms comuns d'aquesta planta: Jull de platja o jull de sorra.

## Toxicitat
La zitzània és planta sovint tòxica a causa del fet que els seus grans es troben infectats amb el fong Neotyphodium coenophialum. Aquest fong conté alcaloides (la lolina) amb propietats narcòtiques.